# Alexandru Ionitza
Alexandru Ionitza, ursprünglich Alexandru Ioniță, (* 24. Oktober 1948 in Iași; † 2. Januar 2010 in Düsseldorf) war ein rumänischer Opernsänger in der Stimmlage Tenor.

## Leben
Alexandru Ionitza studierte in Rumänien zunächst Ingenieurwissenschaften, ließ dann jedoch seine Stimme ausbilden. Er studierte Gesang an der Musikakademie Bukarest. Sein Debüt als Opernsänger erfolgte in Bukarest. Später verließ er Rumänien und sang an verschiedenen Bühnen im Westen. Von 1971 bis 1973 hatte er ein Engagement am Stadttheater Klagenfurt. Es folgten weitere Engagements am Stadttheater Bielefeld (1973–1976) und an den Städtischen Bühnen Münster (1976–1984). In der Spielzeit 1980/81 sang er in Münster die Titelrolle in einer Werther-Neuinszenierung (Premiere: März 1981, Regie: Reinhold Schubert); er präsentierte sich als „ein Belcanto-Tenor von enormer Durchschlagskraft und gutem Stehvermögen“.
Im Oktober 1983 gastierte er in der Titelrolle der Oper Hoffmanns Erzählungen an der De Nederlandse Opera in Amsterdam. Er hatte viele Jahre einen Gastvertrag für Oper und Operette am Staatstheater am Gärtnerplatz in München. In der Spielzeit 1981/82 übernahm er die Partie des Fenton in einer Neuinszenierung der Oper Die lustigen Weiber von Windsor; sein Fenton hatte einen „sauber intonierenden, sympathischen agilen Tenor“. In der Spielzeit 1981/82 sang er außerdem, an der Seite von Tamara Lund in der Titelrolle, „blendend aussehend, mit aristokratischen Tenortönen“ den Edwin in der Kálmán-Operette Die Csárdásfürstin (Premiere: Januar 1982). In der Spielzeit 1982/83 übernahm er den Rodolfo in einer Neuinszenierung der Oper La Bohème (Premiere: Oktober 1982, Regie: Kurt Pscherer); er gestaltete seine Rolle mit „bewegender Ausdrucksunschuld“ und „höhenfreie[r], technisch blendend geführte[r] Stimme“. In der Spielzeit 1982/83 sang er außerdem den Lysander in einer Inszenierung der Britten-Oper Ein Sommernachtstraum. In der Spielzeit 1983/84 folgte der Lyonel in einer Neuinszenierung der Oper Martha (Regie: Wolfram Mehring).
1984 wurde Ionitza unter der Intendanz von Grischa Barfuss an die Deutsche Oper am Rhein in Düsseldorf/Duisburg engagiert. Er war dort festes Ensemblemitglied zunächst bis 1996, und dann nochmals ab 1999 bis zu seinem Tode. Ionitza debütierte 1984 in Düsseldorf als Sir Henry Morosus in der komischen Oper Die schweigsame Frau von Richard Strauss. Er sang dort hauptsächlich die Tenorrollen im lyrischen Fach und im jugendlich-dramatischen Fach, insbesondere in den Opern von Giuseppe Verdi und Giacomo Puccini (Rodolfo in La Bohème und Des Grieux in Manon). 
In der Spielzeit 1984/85 wurde Ionitza als Rinuccio in einer Duisburger Neuinszenierung von Gianni Schicchi besetzt. Zur Spielzeiteröffnung 1985/86 war er der Alfredo in einer La traviata-Neuinszenierung von Werner Düggelin. In der Spielzeit 1986/87 folgte der Faust in einer Neuinszenierung von Margarethe. In der Spielzeit 1987/88 sang er in Düsseldorf die Titelrolle in einer Neuinszenierung von Hoffmanns Erzählungen (Regie: Kurt Horres). Er wirkte in der Titelpartie „darstellerisch sehr engagiert“, war gesanglich aber mit den dramatischen Passagen der Partie „meist überfordert“. Er gab „stimmlich zwar alles, sang jedoch ständig an der Grenze seiner Möglichkeiten [...], nur einige lyrische Passagen, in denen sein helltimbrierter Tenor ausgeglichen klang, gelangen ihm“; seine Höhe klang „dünn und angestrengt“. In der Spielzeit 1990/91 sang er in Düsseldorf im Juli 1991 die Rolle des Fenton in einer Neuinszenierung der Oper Die lustigen Weiber von Windsor; diese Rolle sang er dann auch in der folgenden Spielzeit 1991/92 bei der Wiederaufnahme. In der Spielzeit 1991/92 sang er an der Deutschen Oper am Rhein den Hofastrologen in der Oper Der goldene Hahn (Regie: Pet Halmen; Premiere in Duisburg im Dezember 1991/Premiere in Düsseldorf im März 1992); in der „für ihn viel zu hoch gelegenen“ Partie klang seine Stimme allerdings „gequält und völlig überanstrengt“. In der Spielzeit 1992/93 übernahm er in Düsseldorf nochmals den Rodolfo in La Bohème in einigen Repertoirevorstellungen. In der Spielzeit 1992/93 sang er außerdem den Minister Pong in einer Turandot-Neuinszenierung (Premiere in Duisburg: April 1993; Regie: Pet Halmen). In der Spielzeit 1993/94 sang er den Vierten Knappen in einer Parsifal-Neuinszenierung (Regie: Kurt Horres) in Düsseldorf. In der Spielzeit 1994/95 war er der „scharf charakterisierende“ Nachbar Don Amsel in einer Produktion der Oper Die wundersame Schustersfrau (Regie: Elmar Fulda) in Duisburg.
Später sang er an seinem Stammhaus schwerpunktmäßig auch Operettenpartien und Partien für Spieltenor. In den letzten Jahren seines Engagements vollzog Ionitza den Wechsel ins tenorale Charakterfach. Im November 2005 übernahm er den Menelaus in einer Neuinszenierung der Operette Die schöne Helena. Im Mai 2007 trat er in der Tonhalle Düsseldorf in zwei konzertanten Aufführungen von Richard Wagners Musikdrama Tristan und Isolde auf, wo er „mit der ihm eigenen Ernsthaftigkeit“ eine „ergreifende Studie“ des alten Hirten lieferte. Im November 2007 war er am Theater Duisburg ein überzeugender Lebemann Feri von Kerekes in einem Galakonzert des Deutschen Roten Kreuzes mit Ausschnitten aus Emmerich Kálmáns Operette Die Csárdásfürstin. In der Saison 2008/09 sang er den Vielfraß Iro in der Oper Il ritorno d’Ulisse in patria von Claudio Monteverdi, den er als komischen Dandy anlegte. An der Deutschen Oper am Rhein sang Ionitza zuletzt den Richter in Un ballo in maschera (September/Oktober 2009), den Gesandtschaftsrat Kromov in Die lustige Witwe (November 2009) sowie die Rollen von Spalanzani und Nathanael in Hoffmanns Erzählungen (November/Dezember 2009). Ionitzas letzte Rolle war im Dezember 2009 der Zweite Nazarener in Salome von Richard Strauss.
Gastspiele gab er an der Deutschen Oper Berlin (Belmonte), an der Oper Köln (Alfredo, Nemorino), an der Staatsoper Stuttgart (Alfredo), an der Wiener Volksoper (Belmonte), an der Opéra de Wallonie in Lüttich (Faust) und am Opernhaus von San Diego (Rodolfo). Außerdem sang er in Basel, Amsterdam, Italien, Polen, Bulgarien und Finnland.
In der Spielzeit 1986/87 sang er an den Städtischen Bühnen Augsburg die Titelrolle in Hoffmanns Erzählungen. 1987–1988 sang er den Hoffmann bei den Bregenzer Festspielen. 1991 gastierte er an der Wiener Staatsoper als Matteo in der Oper Arabella von Richard Strauss. Im Sommer 1993 gastierte bei den Festspielen Kamptal auf der Burgruine Gars in Niederösterreich als Titelheld in Hoffmanns Erzählungen.
Alexandru Ionitza war auch als Stimmbildner und Lehrbeauftragter für Gesang an der Robert Schumann Hochschule in Düsseldorf tätig.
Alexandru Ionitza war mit der finnischen Sopranistin Tamara Lund (1941–2005) verheiratet. Mit Lund trat er häufig, insbesondere am Staatstheater am Gärtnerplatz, an dem auch Lund lange Jahre verpflichtet war, gemeinsam in Operetten und bei Operettenkonzerten auf. 1992 sang, an der Seite von Tamara Lund (als Sylva Varescu), den Edwin in einer konzertanten Aufführung der Operette Die Csárdásfürstin in der Münchner Philharmonie am Gasteig. Die Tochter von Tamara Lund und Alexandru Ionitza, Maria Lund, ist ebenfalls Sängerin.
Im Januar 2010 erlag Ionitza seiner langen schweren Krebserkrankung. Noch wenige Tage vor seinem Tod stand er am 29. Dezember 2009 letztmals als Zweiter Nazarener in Salome auf der Bühne der Deutschen Oper am Rhein.